# 에크렘 이마몰루
에크렘 이마몰루(튀르키예어: Ekrem İmamoğlu 튀르키예어 발음: [ecˈɾɛm iˈmamo:ɫu], 1970년 6월 4일~)는 튀르키예의 정치인으로, 현재 이스탄불의 시장이다.

## 2019년 이스탄불 시장 선거
2019년 3월에 치러진 제1차 이스탄불 시장 선거에 공화인민당-좋은당 연대(국민연합) 단일후보로 출마해 당선되었으며, 4월 17일 취임했으나 5월 6일 선거 결과가 무효화되면서 시장직을 상실했다. 이후 6월 23일에 치러진 재선거에서 당선돼 시장직에 복귀했다. 이전에 2014년부터 2019년까지 이스탄불 베일리크뒤쥐(Beylikdüzü) 구청장직을 역임한 적이 있다.
이스탄불 시장 선거를 앞두고 무하렘 인제 전 대선 후보 등을 제치고 유력한 야권 단일후보로 거론되어 왔다. 본선에서 23,000여 표차로 당선되었으나, 재검표 직후 13,729표까지 격차가 줄어들었다. 재검표 직후인 4월 17일 시장직에 취임했으나, 5월 6일 최고선거위원회는 해당 선거 결과가 무효임을 선언하였고, 이에 따라 직이 정지되었다. 당초 정의개발당의 선거 결과를 인정하지 않으면서 선거위원회에 항의를 보냈고, 이에 인용 7:기각 4로 재선거가 결정되었다. 이에 따라 이마몰루의 당선증도 취소되었다. 6월 23일 재선거가 치러졌으며, 1차 때보다 더 큰 800,000여 표차로 당선되었다. 이후 27일 정식으로 취임하였다.

## 2025년 체포 및 대선 출마 금지
2025년 야당의 유력 대선 후보인 이스탄불 시장 에크렘 이마몰루의 학사 학위가 에르도안의 여당인 튀르키예 정의개발당에 의해 취소되어 대권 출마가 불가능해졌다. 튀르키예에서는 대선에 나가려면 학사 학위가 필수이기 때문이다.

## 역대 선거 결과
| 선거명      | 직책명        | 대수 | 정당       | 득표율 | 득표수      | 결과 | 당락               |
| ----------- | ------------- | ---- | ---------- | ------ | ----------- | ---- | ------------------ |
| 2019년 선거 | 이스탄불 시장 | 32대 | 공화인민당 | 48.77% | 4,169,765표 | 1위  | 이스탄불 시장 당선 |
| 2019년 선거 | 이스탄불 시장 | 32대 | 공화인민당 | 54.22% | 4,742,082표 | 1위  | 이스탄불 시장 당선 |

## 같이 보기
- 레제프 타이이프 에르도안